# Old Wilkes Jail
Old Wilkes County Jail er et historisk fængsel som i dag er en del af Wilkes Heritage Museum i Wilkesboro, Wilkes County, North Carolina i USA Fængslet blev bygget i 1858-1859 og er et af de bedst bevarede eksempler på fængsler fra midten af det 19. århundrede i USA.

## Bygningen
Fængselsbygningen er en toetagers bygning opført i mursten og med er tag med lav hældning. Bygningen rummer fire celler samt bolig for arrestforvareren. Døren ind til fængslet er forsynet med søm, sat med en tommes mellemrum, så end indsat ikke kunne save sig ud af bygningen.
Meget af det oprindelige inventar findes stadig i bygningen, blandt andet hængsler, gamle låse, fangernes aftrædelsesfaciliteter mm. En del genstande er dog nyere kopier af ældre inventar. Også arrestforvarerens bolig er indrettet med inventar fra perioden, hvor fængslet blev bygget, med blandt andet væv, piano, og naturligvis andre møbler.

## Historie
Fængselsbygningen var i brug fra 1859 til 1915. Under Den Amerikanske Borgerkrig fungerede bygningen dels som fængsel for tilfangetagne nordstatssoldater og dels som lager for forsyninger og ammunition til sydstatshæren.
Blandt de fanger, der har siddet i fængslet, er Thomas C. Dula, bedre kendt som Tom Dooley, som sad nogle måneder i fængslet i 1866, og flugtkongen Otto Wood, som i løbet af sin kriminelle karriere havde held med at flygte fra 10 forskellige fængsler, dog ikke fra dette.
I 1915 blev fængslet nedlagt, og bygningen blev brugt som lejligheder.

## Museum
I 1968 stod bygningen foran nedrivning, da den var i en kritisk stand. I stedet besluttede en gruppe af frivillige at købe den, og føre den tilbage til dens oprindelige udseende og indretning. I løbet af 1970'erne blev bygningen restaureret af frivillig arbejdskraft. Mange af de materialer, der blev brugt ved restaureringen, blandt andet er cellernes trævægge, jerndøre, og tremmerne for vinduerne er originale, og den celle, hvor Tom Dooley sad (med forstærkede tremmer), har sit oprindelige "toilet".
I dag kan fængslet besøges på guidede ture, der udgår flere gange dagligt fra Wilkes Heritage Museum.
Fængselsbygningen, der ligger bag museet i Wilkesboro blev i 1971 optaget i National Register of Historic Places